# Gómfoi
Gómfoi är en ort i Grekland.   Den ligger i prefekturen Trikala och regionen Thessalien, i den centrala delen av landet, 240 km nordväst om huvudstaden Aten. Gómfoi ligger 138 meter över havet och antalet invånare är 1 064.
Terrängen runt Gómfoi är varierad. Runt Gómfoi är det ganska glesbefolkat, med 42 invånare per kvadratkilometer. Närmaste större samhälle är Trikala, 12,0 km nordost om Gómfoi. Trakten runt Gómfoi består till största delen av jordbruksmark.